# Cratere Cone
Il cratere Cone è un piccolo cratere lunare che si trova negli altopiani di Fra Mauro, a nord del cratere Fra Mauro, sulla Luna. Il suo nome è stato formalmente adottato dall'IAU nel 1973.
Gli astronauti dell'Apollo 14, Alan Shepard e Edgar Mitchell, fecero atterrare il modulo lunare (LM) Antares a sud-ovest del cratere Cone il 5 febbraio 1971 e durante la discesa verso la superficie lunare il cratere steso fu un importante punto di riferimento. Il campionamento dell'ejecta di Cone era un obiettivo scientifico primario della missione, poiché si presumeva che Cone penetrasse nella regolite lunare (il suolo lunare) e avesse portato in superficie parte della Formazione Fra Mauro, un importante indicatore stratigrafico temporale nella storia lunare. Gli astronauti hanno tentato di raggiungere Cone durante la loro seconda attività extraveicolare (EVA) avvicinandosi molto e ottenendo campioni di materiale espulso. Tuttavia, a causa della topografia confusa non hanno mai raggiunto il bordo del cratere.